# Rajon Luninez

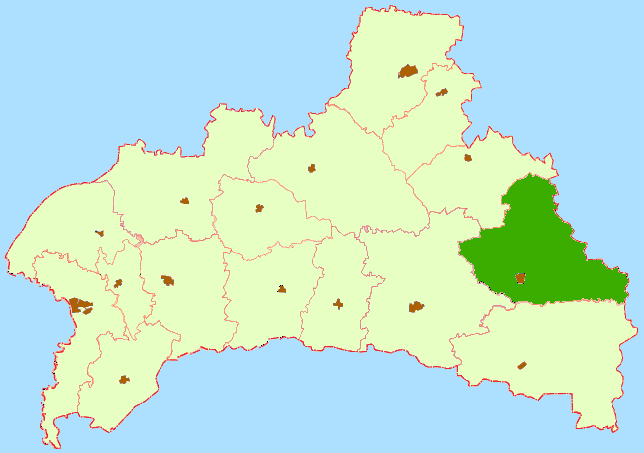
Rajon Luninez, Karte

Der Rajon Luninez (belarussisch Лунінецкі, russisch Лунинецкий район) ist eine Verwaltungseinheit im Osten der Breszkaja Woblasz in Belarus mit dem administrativen Zentrum in der Stadt Luninez. Der Rajon hat eine Fläche von 2700 km², umfasst 82 Ortschaften und ist in 12 Selsawets gegliedert.

## Geschichte
Der Rajon Luninez wurde in seinen heutigen Grenzen am 15. Januar 1940 gebildet. Seine Geschichte lässt sich bis 14. Jahrhundert zurückverfolgen: Die älteste Ortschaft des Rajons, das heutige Dorf Lunin wurde erstmals im Jahre 1432 urkundlich erwähnt, die erste Erwähnung von Luninez geht auf das Jahr 1449 zurück. Eine bedeutende Rolle in der wirtschaftlichen Entwicklung der Region im 19. Jahrhundert ist dem Bau der Eisenbahnlinien in Polesien zuzuschreiben.

## Geographie
Der Rajon Luninez liegt im Osten der Breszkaja Woblasz. Die Nachbarrajone in der Breszkaja Woblasz sind im Nordwesten Hanzawitschy, im Süden Stolin und im Westen Pinsk.
Die größten Flüsse sind Pripjat, Zna und Bobryk.